# 0571
0571 è il prefisso telefonico del distretto di Empoli, appartenente al compartimento di Firenze.
Il distretto comprende la parte occidentale della città metropolitana di Firenze e la parte nord-orientale della provincia di Pisa, con esclusione delle frazioni di Orentano e Villa Campanile del comune di Castelfranco di Sotto appartenenti all'area locale di Altopascio. Confina a est con il distretto di Firenze (055), a sud di Siena (0577), a sud-ovest di Volterra (0588), a ovest di Pontedera (0587), a nord di Lucca (0583), di Montecatini Terme (0572) e di Pistoia (0573).

## Aree locali e comuni
Il distretto di Empoli comprende 15 comuni compresi nelle 2 aree locali di Empoli e San Miniato (ex settori di Castelfiorentino e San Miniato). I comuni compresi nel distretto sono: Capraia e Limite, Castelfiorentino, Castelfranco di Sotto (PI), Cerreto Guidi, Certaldo, Empoli, Fucecchio, Gambassi Terme, Montaione, Montelupo Fiorentino, Montespertoli, Montopoli in Val d'Arno (PI), San Miniato (PI), Santa Croce sull'Arno (PI) e Vinci con esclusione delle frazioni di Orentano e Villa Campanile del comune di Castelfranco di Sotto .